# Like House
Like House (stylizováno jako LIKE HOUSE) je český televizní pořad formátu reality show z produkce FTV Prima. První řada byla vysílána od 19. dubna do 2. července 2021. Druhá řada byla vysílána od 25. října 2021 do 17. prosince 2021. Třetí řada byla vysílána od 7. března do 27. května 2022. Každého dílu se účastní skupina českých influencerů, kteří soutěží o 500 000 Kč pomocí diváckých hlasů. Vítězem první řady se stal Jenis s 216 diváckými body. Pořadem provází „virtuální“ asistent Lusía, která soutěžícím dává  různé úkoly a zábavný program. Výzvy mohou i nemusí ovlivňovat celkovou soutěž. V první řadě slouží spíš jako výplň dílů, v té druhé a třetí mají dopad na hodnocení. Vítězem druhé řady se stal Tadeáš s 542 body. Vítězkou třetí řady se stala Simona s 574 body.

## 1. řada

### Účinkující
- Jan Svěcený (@jenisek_)
- Tomáš Běhounek (@imtomi_)
- Marie Rosecká (@maru_rosecka)
- Angie Mangombe (@angie.mangombe)
- Adam Kajumi (@adamkajumi)
- Barbora Stříteská (@barbarastriteska)
- Lada Horová (@laaduska_official)
- Marek Valášek (@datel_marek)
- Džanat Kadyrova (@proste_djany)

### Bodování
| Soutěžící | Hlasování diváků: | Hlasování diváků: | Hlasování diváků: | Hlasování diváků: | Hlasování diváků: | Hlasování diváků: | Výsledky: |
| Soutěžící | 11. díl           | 26. díl           | 31. díl           | 36. díl           | 41. díl           | 55. díl           | Výsledky: |
| --------- | ----------------- | ----------------- | ----------------- | ----------------- | ----------------- | ----------------- | --------- |
| Jenis     | 26                | 104               | 128               | 158               | 163               | 216               | VÍTĚZ     |
| Tomi      | 21                | 82                | 102               | 128               | 134               | 209               | 2.        |
| Maru      | 11                | 32                | 35                | 69                | 90                | 168               | 3.        |
| Angie     | N/A               | N/A               | N/A               | N/A               | 143               | 147               | 4.        |
| Adam      | 3                 | 13                | 24                | 37                | 57                | 142               | 5.        |
| Bára      | 16                | 61                | 67                | 78                | 81                | 131               | 6.        |
| Laduška   | 2                 | 26                | 37                | 55                | 70                | 112               | 7.        |
| Marek     | 26                | 60                | 69                | 69                | 70                | 95                | 8.        |
| Djany     | N/A               | 54                | 66                | 74                | 0                 | 47                | 9.        |

### Recenze
Jde o jeden z nejhůře divácky hodnocených televizních pořadů vůbec, podle některých kritiků jde dokonce o pokus o sabotáž televize tvůrcem.
- Kamil Fila, Aktuálně.cz[2]
- Kateřina Horáková, G.cz[3]
- Lukáš Kňazovický, Stars24[4]
- Jan Motal, Lidové noviny[5]
- Petr Slavík, Fandíme seriálům [6]

## 2. řada

### Účinkující
- Agáta Hanychová (@agatahanychova) (Odešla)
- Jakub Smrek (@freescoot)
- Kristal Shine (@_kristal_shine)
- Samuel Samake (@samuel_samake)
- Sebastian Šikl (@sebastiansikl; @vyslovujesetomem)
- Tadeáš Kuběnka (@kralovnatadeas)
- Tereza Koubková (@holkazletne)
- Ela Yababy (@ela_yababy) (Odešla)
- Anastázie Chomičová (@satnady)

### Bodování
| Soutěžící | Celkové hodnocení | Celkové hodnocení | Celkové hodnocení | Celkové hodnocení | Celkové hodnocení | Celkové hodnocení  | Výsledky: |
| Soutěžící | 1. týden          | 2. týden          | 3. týden          | 4. týden          | 5. týden          | 6. + 7. + 8. týden | Výsledky: |
| --------- | ----------------- | ----------------- | ----------------- | ----------------- | ----------------- | ------------------ | --------- |
| Tadeáš    | 29                | 51                | 114               | 195               | 273               | 542                | VÍTĚZ     |
| Sebastian | 47                | 104               | 139               | 162               | 187               | 299                | 2.        |
| Freescoot | 27                | 58                | 93                | 119               | 162               | 181                | 3.        |
| Terka     | 36                | 45                | 57                | 73                | 81                | 135                | 4.        |
| Kristal   | 9                 | 64                | 82                | 95                | 105               | 124                | 5.        |
| Satnady   | 8                 | 14                | 41                | 64                | 80                | 74                 | 6.        |
| Samuel    | 9                 | 22                | 30                | 34                | 56                | 58                 | 7.        |
| Yababy    | 24                | 26                | 42                | 56                | 46                | 48                 | 8.        |
| Agáta     | 22                | 28                | N/A               | N/A               | N/A               | N/A                | 9.        |

## 3. řada

### Účinkující
- Hana Gelnarová (@hanka_gelnarova)
- Sebastian Lyang (@sebastian_lyang)
- Vojtěch Medlen (@medlenvojta)
- Liubov Tupiková (@lyubov103)
- Lukáš Tůma (@_luktuma__)
- Simona Tvardek (@yngsiimonii)
- Silvia Dellai (@silviadellai.official) – od 16. dílu
- Dominika Myslivcová (@dominikamyslivcova) – do 15. dílu (plánovaný host pouze na tři týdny)
- David Nguyen (@dyguen_) – do 37. dílu (byl vyřazen pro nevýraznost)
- David Dvořák (@davidvorak) – od 37. dílu (okamžitá náhrada za Davida Nguyena)

### Bodování
| Soutěžící | Celkové hodnocení | Celkové hodnocení | Celkové hodnocení | Celkové hodnocení | Celkové hodnocení | Celkové hodnocení | Celkové hodnocení | Celkové hodnocení     | Výsledky: |
| Soutěžící | 1. + 2. týden     | 3. týden          | 4. + 5. týden     | 6. týden          | 7. týden          | 8. týden          | 9. týden          | 10. + 11. + 12. týden | Výsledky: |
| --------- | ----------------- | ----------------- | ----------------- | ----------------- | ----------------- | ----------------- | ----------------- | --------------------- | --------- |
| Simona    | -5                | 29                | 113               | 157               | 220               | 271               | 316               | 574                   | VÍTĚZKA   |
| Lukáš     | 62                | 89                | 164               | 179               | 190               | 207               | 224               | 373                   | 2.        |
| Hanka     | 43                | 69                | 141               | 175               | 203               | 227               | 252               | 312                   | 3.        |
| Lyuba     | 25                | 64                | 132               | 167               | 197               | 234               | 256               | 307                   | 4.        |
| Sebastian | 53                | 78                | 100               | 125               | 148               | 163               | 186               | 241                   | 5.        |
| David D.  | N/A               | N/A               | N/A               | N/A               | N/A               | 159               | 187               | 212                   | 6         |
| Silvia    | N/A               | 74                | 91                | 96                | 105               | 118               | 138               | 203                   | 7.        |
| Vojta     | 16                | 29                | 49                | 84                | 101               | 121               | 136               | 178                   | 8.        |
| David N.  | 51                | 68                | 105               | 117               | 136               | N/A               | N/A               | N/A                   | 9.        |
| Dominika  | 55                | N/A               | N/A               | N/A               | N/A               | N/A               | N/A               | N/A                   | 10.       |

## Like HAF!

### Účinkující
- Lada Horová (@laaduska_official) a Bohouš Tříska (@bohous_.triska) s jejich psem Teddym (@teddyho_insta)

- Alex Wortex (@alexwortex69new) a Michal Marček (@captainwortex) s jejich psem Siriusem

- Aneta Kurková (@kurkova_aneta) a Jaroslav Rohla (@jaroslav_rohla) s jejich fenkou Bailey (@bailey_blackdog_)

- Lukáš Rejmon (@lukasrejmon) a Jan Bendig (@bendigjan) s jejich psy Rambem, Koudym a Britney